# San Leonardo (metrostation)
San Leonardo is een metrostation in de Italiaanse stad Milaan dat werd geopend op 12 april 1980 en wordt bediend door lijn 1 van de metro van Milaan.

## Geschiedenis
Het station is het westelijkste van de verlenging van lijn 1 naar het stadsdeel Gallatarese, die tussen 1975 en 1980 werd gebouwd. Het station werd aanbesteed als Gallatarese 2 maar bij de opening werd de naam San Leonardo  toegekend. Het station was ruim 6 jaar het eindpunt toen op 28 september 1986 de lijn verder naar het westen werd doorgetrokken. 

## Ligging en inrichting
Net als de belendende metrostations heeft het station een bovengronds stationsgebouw. Het ligt in de wijk San Leonardo aan de Via Gaetano Fichera. De toegang ligt in de westgevel en voor de oostgevel ligt een P&R terrein met 333 parkeerplaatsen. Ondergronds zijn er twee zijperrons met dragende zuilen tussen de sporen. In de tijd dat het station eindpunt was lagen aan de oostkant van de perrons vier overloopwissels zodat metrostellen op beide sporen konden keren voor de terugreis naar de stad. Na de verlenging is het westelijke paar verwijderd zodat metrostellen nu alleen nog op het noordelijke spoor kunnen keren. Ten westen van de perrons liggen vier overloopwissels waarmee ook spoorwisselingen mogelijk zijn. Tussen de overloopwissels ligt nog een wissel naar een derde spoor dat parallel ten zuiden van de doorgaande sporen loopt. Dit spoor is de toerit naar het tweede depot van lijn 1 dat eveneens in 1986 geopend is.  